# Chrysobothris bispinosa
Chrysobothris bispinosa är en skalbaggsart som beskrevs av Schaeffer 1909. Chrysobothris bispinosa ingår i släktet Chrysobothris och familjen praktbaggar. Inga underarter finns listade i Catalogue of Life.